# Barys Kit

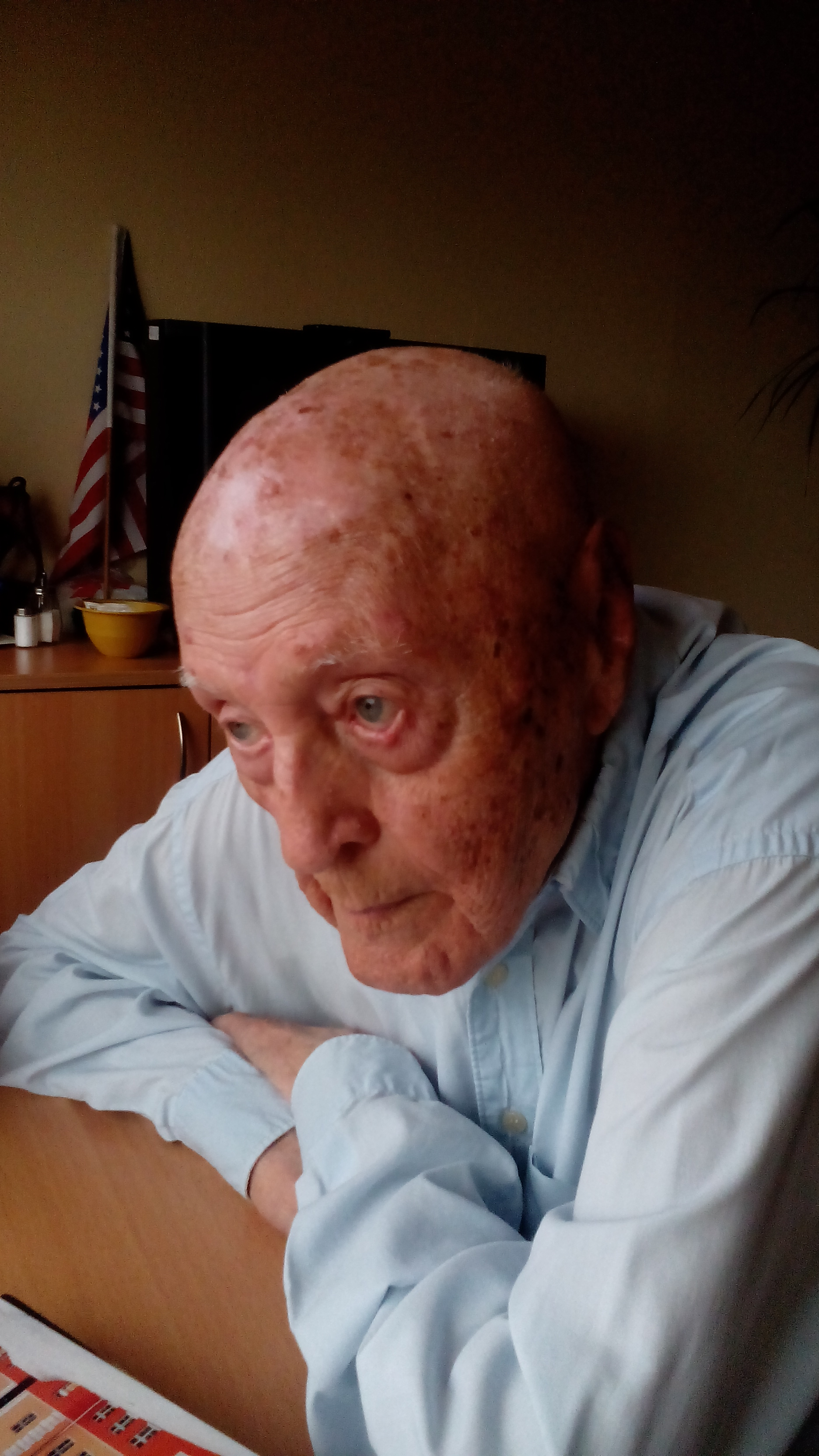
Barys Kit im Alter von 105 Jahren (2015)

Barys Uladsimirawitsch Kit (belarussisch Барыс Уладзіміравіч Кіт; * 24. Märzjul. / 6. April 1910greg. in Sankt Petersburg, Russisches Kaiserreich; † 1. Februar 2018 in Frankfurt am Main) war ein belarussischer Mathematiker, Physiker, Chemiker und Raketenforscher. Mit 107 Jahren war er der älteste Einwohner von Frankfurt am Main.

## Leben

### Ausbildung und Tätigkeit als Lehrer

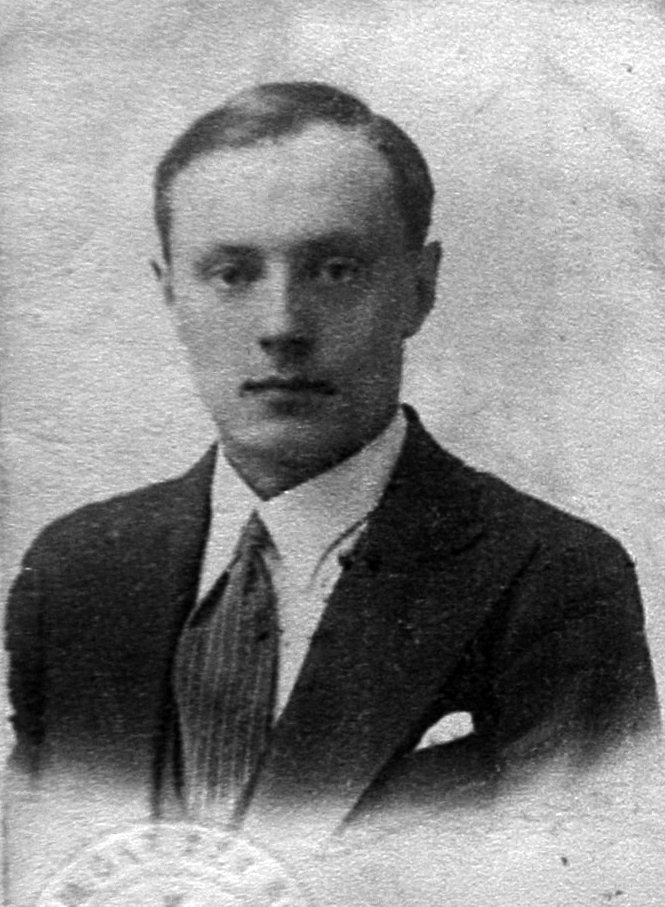
Barys Kit im Jahr 1935

Barys Kit kam als einziges Kind eines belarussischen Vaters und einer russischen Mutter in der russischen Hauptstadt St. Petersburg zur Welt, wo sein Vater Beamter der zentralen Post- und Telegraphenbehörde war. 1918 floh der Vater mit seiner Familie vor der Revolution in seinen Geburtsort Karelitschy in dem Teil vom Belarus, der 1919 infolge des Polnisch-Sowjetischen Kriegs zu Polen kam. Hier besuchte Kit zunächst eine polnische Schule und dann das belarussische Lyzeum in Nawahrudak, das er 1928 abschloss. Er studierte an der Universität Vilnius Physik und Mathematik – wie er später erzählte, entschied er sich spontan für das Fach, weil die Anmeldeschlange bei den Historikern zu lang war. In belarussischen Studentengruppen aktiv, wurde er von den polnischen Behörden zweimal aus politischen Gründen inhaftiert. Bereits während seines Studiums begann er 1932 am belarussischen Lyzeum in Vilnius Mathematik zu unterrichten. Nachdem er sein Studium 1933 mit dem Magisterexamen und 1934 mit dem Staatsexamen für das Lehramt abgeschlossen hatte, wurde er Lehrer an dieser Schule und 1939 ihr Direktor. Nach der Angliederung der Stadt an Litauen 1939 im Gefolge des Deutsch-sowjetischen Nichtangriffspakts kehrte Kit in die Weißrussische SSR nach Nawahrudak zurück, wo er Direktor seiner früheren Schule wurde, in der Lehrerausbildung tätig war und schließlich Schulaufsichtsbeamter eines großen Schulbezirks wurde. Hier wirkte er innerhalb nur eines Jahres an der Gründung einer Vielzahl belarussischer Schulen mit.

### Zweiter Weltkrieg und Emigration
Nach dem deutschen Überfall auf die Sowjetunion arbeitete Kit während der deutschen Besatzung Weißrusslands von 1941 bis 1944 zunächst als Lehrer im Dorf Lebedewo bei Maladsetschna und später als Direktor des Lehrerseminars in Pastawy. Unter dem Verdacht der Verbindung zu Partisanen wurde er für einen Monat vom SD inhaftiert und mit Erschießung bedroht. Seine Schüler konnten jedoch seine Freilassung erwirken. Im Jahre 1943 erhielt Kit die Erlaubnis der Besatzer, eine Handelsschule in Maladsetschna zu eröffnen. Als deren Direktor widersetzte er sich der nationalsozialistischen Politik, den Einwohnern der besetzten Gebiete im Osten jede höhere Bildung zu verweigern, indem er heimlich versuchte, das Unterrichtsprogramm auf Hochschulniveau anzuheben und den Studenten neben ihrer beruflichen Ausbildung ein umfassendes Wissen über die Geschichte und Kultur von Belarus zu vermitteln. Als die deutschen Behörden davon Kenntnis erhielten, wurde Kit erneut mit Verhaftung bedroht und die Schließung der Schule verfügt. Es gelang ihm, die Schließung so lange hinauszuzögern, dass ein Großteil der Studenten einen Abschluss erhielt.
Da er unter der deutschen Besatzung Schulleiter gewesen war, musste Kit damit rechnen, unter Stalin als Kollaborateur verfolgt zu werden. 1944 floh er daher, inzwischen verheiratet und Vater eines 1941 geborenen Sohnes, mit seiner Familie vor der Roten Armee nach Deutschland, zunächst nach Opfenbach/Mywiler bei Lindau und dann nach München.

### Tätigkeit in den USA und Übersiedlung nach Deutschland
Von 1945 bis 1948 arbeitete Kit als Mathematiklehrer am Ukrainischen Lyzeum in München und studierte gleichzeitig an der Ludwig-Maximilians-Universität Medizin. Ende 1948 wanderte er mit seiner Familie in die USA aus, zunächst nach South River (New Jersey), wo er in der pharmazeutischen Industrie arbeitete und belarussische Emigranten unterstützte. Hier wurde sein zweiter Sohn geboren. 1950 zog er nach Los Angeles, wo er als Chemiker für verschiedene Unternehmen tätig war. Aufgrund einer Zufallsbegegnung mit einem polnischstämmigen Wissenschaftler wechselte er zur Firma North American Aviation, wo er am Navaho-Projekt einer Interkontinentalrakete arbeitete. Er erkannte das Potential von flüssigem Wasserstoff als Raketentreibstoff und war 1960 Co-Autor des ersten, grundlegenden Handbuchs zu diesem Thema. Nachdem das Navaho-Projekt 1958 eingestellt worden war, arbeitete Kit als Mathematiker und Systemanalytiker für das Astronautics Bureau der US Air Force und ab 1963 für das Astronautics Bureau der ITT Corporation. Für die NASA erarbeitete er unter anderem die mathematischen Grundlagen für das Breitband-Kommunikationssystem des Apollo-Projekts unter Wernher von Braun. Im Wettlauf der Systeme während des Kalten Krieges war Kits Verbindung von naturwissenschaftlicher Expertise mit exzellenten Russischkenntnissen besonders wertvoll für die Beobachtung der raumfahrttechnischen Entwicklungen in der Sowjetunion und für die Kommunikation mit sowjetischen Wissenschaftlern; so leitete er unter anderem die US-Delegation beim ersten bilateralen Treffen zur Vorbereitung des Apollo-Sojus-Test-Projekts.
Neben seiner Tätigkeit für das US-Weltraumprogramm übernahm Kit Forschungsaufträge für die Federal Highway Administration und das National Bureau of Standards und lehrte Mathematik an der University of Maryland. 1972 kam er als Professor des University of Maryland University College, das weltweit Hochschulkurse für US-Militärangehörige anbietet, nach Heidelberg. In Deutschland lernte er seine neue Lebensgefährtin kennen und ließ sich nach seiner Pensionierung dauerhaft in Frankfurt am Main nieder.
1983 wurde er mit einer Arbeit über den polnischstämmigen Mathematiker Antoni Zygmund an der Universität Regensburg zum Dr. phil. promoviert. 1995 erhielt er die Hermann-Oberth-Medaille des IFR.
Erst nach der Unabhängigkeit von Belarus 1991 konnte Kit sein Heimatland wieder besuchen. Er erhielt 1994 einen Ehrendoktortitel der Universität Hrodna, und die Autorin Lidia Sivik veröffentlichte zwei Bücher über sein Leben. Barys Kit äußerte sich noch im hohen Alter kritisch über die politischen Zustände unter dem belarussischen Staatspräsidenten Aljaksandr Lukaschenka.

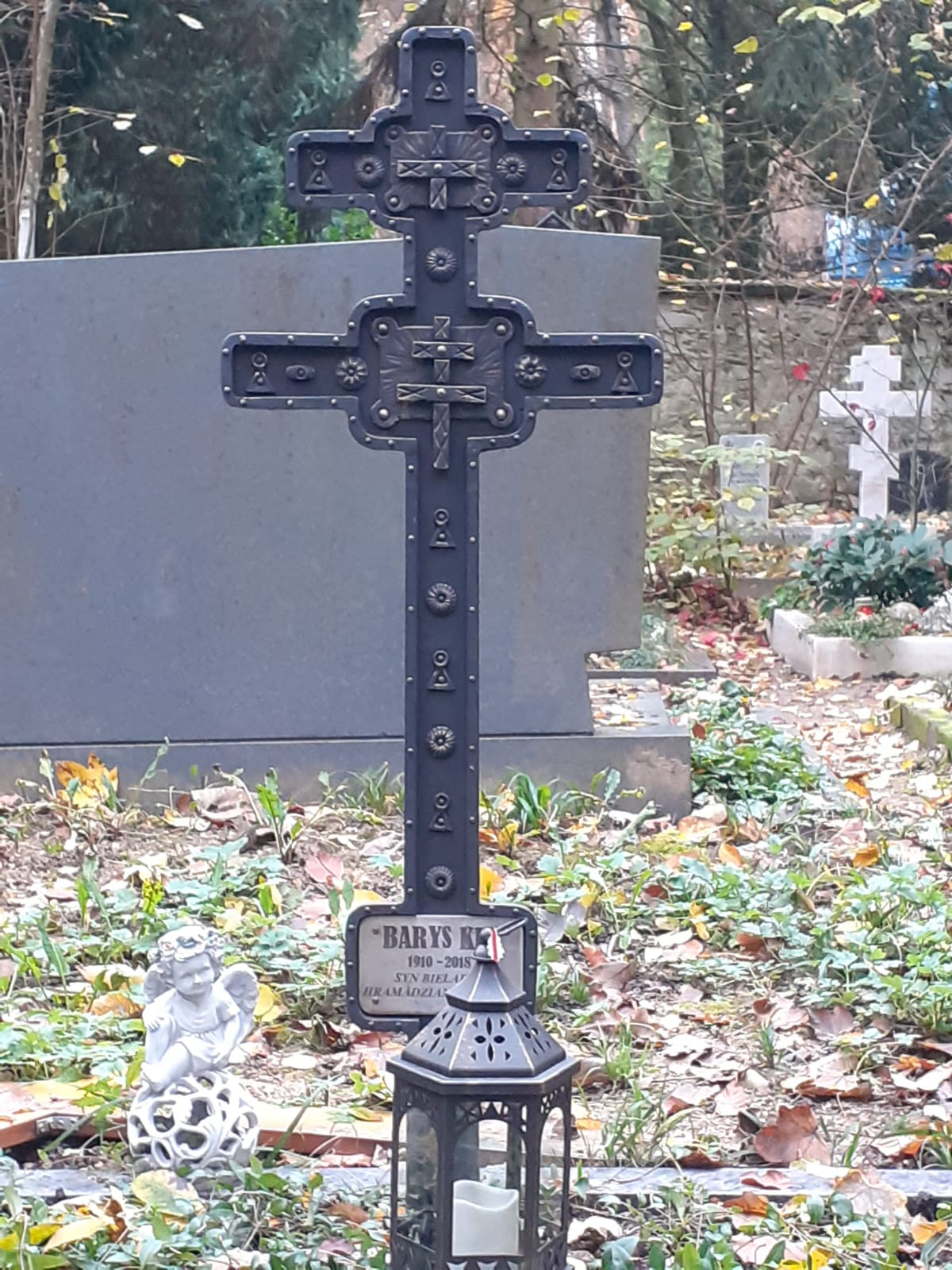
Grabkreuz auf dem Russischen Friedhof auf dem Neroberg

Von 2010 bis zu seinem Tod lebte Kit im Altersheim der Jüdischen Gemeinde in Frankfurt-Bornheim. Zum Zeitpunkt seines Todes lebte sein jüngerer Sohn Victor als Chirurg in den USA, der ältere war bereits verstorben.
Kit starb am 1. Februar 2018 im Alter von 107 Jahren und wurde auf dem orthodoxen Friedhof in Wiesbaden beigesetzt.

## Schriften
- (mit Douglas S. Evered): Rocket Propellant Handbook.  The Macmillan Company, New York 1960.
- U.S.S.R. space program: Manpower, training, and research developments. University of Maryland, Dept. of Physics and Astronomy, College Park 1964.
- Antoni Zygmund, sein Leben und sein Beitrag zu der Entwicklung der Mathematik im 20. Jahrhundert. Phil. Diss. Universität Regensburg 1983.